# Parareichelina
Parareichelina es un género de foraminífero bentónico de la subfamilia Ozawainellinae, de la familia Ozawainellidae, de la superfamilia Fusulinoidea, del suborden Fusulinina y del orden Fusulinida. Su especie tipo es Parareichelina reticulata. Su rango cronoestratigráfico abarca el Lopingiense (Pérmico superior).

## Discusión
Clasificaciones más recientes incluyen Parareichelina en la superfamilia Ozawainelloidea, y en la subclase Fusulinana de la clase Fusulinata.

## Clasificación
Parareichelina incluye a las siguientes especies:
- Parareichelina guizhouensis †
- Parareichelina mira †
- Parareichelina reticulata †
- Parareichelina subangusta †